# 秀吉 (バンド)
秀吉（ひでよし）は、日本のインディーロックバンド。2004年、群馬県にて結成。

## 概要
- 2004年、小学校からの同級生である柿澤、町田の2人が高校卒業と同時に結成。当初は正式なドラムが決まっておらず、ライブ毎にドラマーが変わっていたこともある。
- 2005年10月、ドラムに濱野昌浩が加入し、本格的に活動を始める。
- 2007年5月、自主制作で会場限定盤ミニアルバム「アワイオト。」を制作し、約40本近いライブツアーを行う。
- 2008年1月、「アワイオト。」を全国の店舗限定で販売。各店舗で完売が相次ぎ、急遽追加プレスしたものの即完売した。
- 2008年11月にLastrumより「へそのお」でデビュー。タワレコメンに選出され、話題を集める。
- 2009年7月、ミニアルバム「コンサート」をリリース。[1]
- 2009年10月、MINAMI WHEEL2009に出演。
- 2010年4月公開の宮﨑あおい主演の映画『ソラニン』に「コンサート」収録曲「夜風」が挿入歌として抜擢される。
- 2010年9月、日比谷野外音楽堂にて行われた蓮沼 2010に出演。
- 2010年10月、初のフルアルバム「むだい」がリリース。秀吉自身が大ファンである漫画家浅野いにお氏がジャケットのアートワークを手がけたことでも話題に。[2]
- 2010年末で濱野が脱退。
- 2011年6月、大阪城音楽堂で行われたRUSH BALL⭐Rに出演。
- 2011年7月、山形県で行われた野外フェス「Blue Sky a Go Go!! 最上ロックフェスティバル'11」出演。
- 2011年8月、新ドラマーに内田裕士を迎え、ミニアルバム「くだらないうた」をリリース。[3]
- 2012年9月、GUNMA ROCK FESTIVALのメインステージに出演し、1万人のオーディエンスを沸かせる。
- 2012年末に内田が脱退。
- 2013年1月に神保哲也を迎え、ライブ活動を精力的に行うようになる。
- 2013年7月、ベイビーレイズの4thシングル「ベイビーアンビシャス!」収録曲「スーパーノヴァ」を楽曲提供。
- 2014年6月、群馬音楽センターにて行われたI ROCKSに出演。
- 2014年12月、自主レーベルsirosiba record.を立ち上げ、フルアルバム「テルハノイバラ」をリリース。
- 2015年4月、全ての制作をメンバー自らが行った手づくりCD「プリアルバム#1」をI ROCKSより会場限定販売。即完売。
- 2015年8月、新曲に加えデビュー前の名曲再構築で完成させたミニアルバム「アトノオト」をリリース。
- 2016年3月、次作をクラウドファンディングで製作することを発表。結果、目標を上回る252%を達成。
- 2016年8月、アルバム「ロックンロール」を発売。全20公演に及ぶツアーを開催。
- 2018年6月、秀吉がオーナーを務める音楽スタジオ"sirosiba studio"を群馬県藤岡市にてオープン。
- 2019年3月、映画「美しすぎる議員」の主題歌「デクノボー」を発表。
- 2020年2月、アルバム「ひかり」を発売。
- 2022年1月、片山友希・坂東龍汰がＷ主演の映画「フタリノセカイ」で主題歌「ひだまりのいろ」の書き下ろしを発表する。

## メンバー
柿澤秀吉 (かきざわ ひでよし)
1985.4.18生まれ／埼玉県児玉郡出身
ボーカル、ギター担当。
例外なく全楽曲の作詞・作曲を担当。
他アーティストへの楽曲提供やプロデュース、ギタリストとしての参加、またレコーディングエンジニアとして、多方面で活躍している。
使用機材はフェンダー・ノーキャスター。
町田龍哉 (まちだ たつや)
1986.3.25生まれ／埼玉県児玉郡出身
ベース担当。
柿澤とは小学校からの同級生。
同じく群馬のバンドricoltでもベースを担当している。
使用機材はフェンダー・プレシジョンベース。
神保哲也 (じんぼ てつや)
1988.12.23生まれ／群馬県前橋市出身
ドラムス担当。
ドラム講師としても活動している。
自身のソロユニットgarbでも活動中。

## 旧メンバー
濱野昌浩
ドラムス担当。
内田裕士
ドラムス担当。
現在はバンド「カルナロッタ」でボーカル、ギターを担当している。

## エピソード
- 「秀吉」というバンド名はライブをやる為にとりあえずつけた名前で、そのまま変えるタイミングを逃したという（バンド名から音楽性が想像つかない為とも語っている）。
- ゲストミュージシャンが参加することはあるが、デビューから全作品セルフプロディースを貫いている。
- 長年ライブのオープニングSEで使用されている楽曲は、彼らが敬愛するバンドeastern youthのボーカル、吉野寿のソロプロジェクトbedside yoshinoの楽曲「見ろよ、今夜は良い月夜だぜ」である。
- ホームページアドレスの"hideyosea"は、"hideyoshi"ではすでにドメインがとれなかった為。由来については「LUNA SEAが好きだから」との事。
- ミュージシャン・著名人からの支持が多いことでも知られている。

・back numberとは互いに結成当時からの仲で知られており、back numberのオールナイトニッポンで清水依与吏は「昔からずっとこいつらには勝てねーなと思ってるんですけど、何故か未だに芽が出ません(笑)。皆様よろしくお願いします。」とコメント。NHK-FM「クリエイターズファイル」に出演した際、ドラムの栗原寿は秀吉の楽曲を紹介していた。
・ミュージシャンの川谷絵音（indigo la End、ゲスの極み乙女、）はTwitterで秀吉のファンを公言した事からメンバーと交流が始まった。「テルハノイバラ」リリースコメントには"僕は秀吉というバンドが大好きで、更に言うなら秀吉さんの歌声が大好きで、更に言えば秀吉さんが実はめちゃくちゃギター上手いのも好きで。〜"とコメントしている。
・クリープハイプの尾崎世界観は共演をきっかけに柿澤と親交を深め、以前Twitter上でも度々お互いを褒めあうやり取りをしていたほど。タワーレコードの発行するフリーペーパーbounceではCDマイベスト5に秀吉の「くだらないうた」を挙げている。
・芸人のあべこうじはラジオでの共演をきっかけに公私ともに交流が始まり、妻の高橋愛と共にライブに訪れている。高橋愛がラジオ出演した際に、自身の結婚式で歌ってくれて感動した曲として「あなたとわたし」を紹介。また、それぞれのinstagramなどで度々紹介されている。
・女優の北乃きいはラジオで共演した際に秀吉の楽曲を気に入り、ブログでも紹介していた。
・俳優の須賀健太は自身のTwitterなどで度々紹介しており、それがきっかけでメンバーと交流がある。ライブにも度々訪れている模様。
・V系バンドBugLugのBa.燕は2016年3月のインタビューで今一番気に入っているCDに秀吉の「テルハノイバラ」を挙げ、更に2017年4月のインタビューでテンションを上げたい時に聴くCDとして秀吉の「ロックンロール (秀吉のアルバム)」を挙げている。

## ミュージックビデオ
| 曲名 |
| 「きたない世界」「夜風」「夕の魔法」「信じなきゃ」「花かざぐるま」「かなわないゆめ」「テトテの魔法」「夏のあと」 |

## 出演
- ラジオ高崎「AIR PLACE」月曜パーソナリティ ※柿澤のみ

## 主なライブ

### ワンマンライブ・主催イベント
- 2010年8月 - “夕の魔法／歩こう”リリースツアー
- 2010年8月 - “夕の魔法／歩こう”リリースツアーファイナル
高崎 club FLEEZ w/ back number
- 2010年10月 - むだいのツアー
- 2010年10月 - むだいのツアー（ワンマンライブ）
下北沢ERA
- 2010年12月 - むだいのツアーファイナル!!!（ワンマンライブ）
高崎 club FLEEZ
- 2011年2月 - 「むだいの音楽会」
下北沢 SHELTER w/ クリープハイプ / Predawn
十三 Fandango w/ アルカラ / 99RadioService
新栄 CLUB ROCK'N'ROLL w/ ハヌマーン / SuiseiNoboAz
- 2011年6月 - 「むだいの音楽会」
渋谷duo MUSIC EXCHANGE w/ 竹内電気 / Dirty Old Men
- 2011年8月 - "くだらないうた"リリースツアー
- 2011年8月 - "くだらないうた"リリースツアーファイナル!!!（ワンマンライブ）
渋谷 O-WEST
- 2012年1月 - 秀吉づくし（ワンマンライブ一日2公演）
高崎 club FLEEZ Asille
- 2012年12月 - まひるの三日月（アコースティックワンマンライブ）
北参道 strobe cafe
- 2013年2月 - むだいの音楽会 2013
新代田 FEVER w/ ふくろうず / dry as dust / カミナリグモ / 小田和奏
- 2013年2月 - むだいの音楽祭
高崎 club FLEEZ w/ アルカラ / THEラブ人間 / SISTER JET / The Winking Owl / あべこうじ / DJやかん
- 2013年4月 - まひるのワンマン（ワンマンライブ）
下北沢 SHELTER
- 2013年8月 - むだいの恋人（2マンライブ）
新代田 FEVER w/ indigo la End
- 2013年8月 - テトテツタウツアー
- 2013年8月 - テトテツタウツアーファイナル!!!（2マンライブ）
高崎 club FLEEZ w/ LOST IN TIME
- 2014年3月 - むだいの音楽会 2014
心斎橋 Pangea
新栄 CLUB ROCK'N'ROLL
渋谷 TSUTAYA O-CREST
- 2014年7月 - むだいの音楽祭 2014
渋谷 TSUTAYA O-WEST w/ OverThe Dogs / マーガレット廣井 (八十八ケ所巡礼) / Ivy to Fraudulent Game / 渋谷逆太郎 (SUPER BEAVER)  / 松本明人 (真空ホロウ) / あべこうじ
- 2014年12月13日,14日 - むだいの音楽祭 2014 テルハ編,イバラ編
高崎 club FLEEZ
13日 w/ Suck a Stew Dry / QOOLAND / KAKASHI　14日 w/ つばき / それでも世界が続くなら / NEW LIFE
- 2015年1月 - テルハノイバラリリースツアー
- 2015年4月5日 - テルハノイバラリリースツアーファイナル!!!（ワンマンライブ）
渋谷 TSUTAYA O-CREST
- 2015年6月 - まひるのワンマン2（ワンマンライブ）
下北沢 SHELTER
- 2015年8月 - アトノオトサガシツアー
- 2015年8月29日 - アトノオトサガシツアー初日!!!（2マンライブ）
高崎 TRUST55 w/ NEW LIFE
- 2015年11月21日 - アトノオトサガシツアーファイナル!!!（2マンライブ）
下北沢 ERA w/ それでも世界が続くなら
- 2016年2月 - むだいの音楽祭 2016
高崎 club FLEEZ w/ LOST IN TIME / L / D.W.ニコルズ / polly
- 2016年8月 - 秀吉のロックンロールツアー！
- 2016年8月20日 - 秀吉のロックンロールツアー！初日（ワンマンライブ）
新代田 FEVER
- 2016年11月11日 - 秀吉のロックンロールツアー！名古屋編（ワンマンライブ）
名古屋 CLUB ROCK'N'ROLL
- 2016年12月4日 - 秀吉のロックンロールツアー！ファイナル（ワンマンライブ）
高崎 club FLEEZ
- 2017年3月23日 - My Hair is Bad ハイパーホームランツアー
郡山 CLUB#9 w/ My Hair is Bad / ircle / SUPER BEAVER
- 2017年4月22日 - I ROCKS 2017 stand by LACCO TOWER
w/ LACCO TOWER 他
- 2017年5月 - むだいの音楽会 2017
下北沢 ERA
新栄 CLUB ROCK'N'ROLL
心斎橋 BRONZE
- 2017年6月17日 - むだいの大音楽祭 2016
高崎 club FLEEZ w/ The Winking Owl / KAKASHI / QWAI / GOING UNDER GROUND / 真空ホロウ / tacica / ふくろうず / polly / MOTHBALL / 他
- 2017年9月25日 - 始藍（2マンライブ）
高崎 club FLEEZ w/ indigo la End